# Dana Vollmer
Dana Vollmer (* 13. November 1987 in Syracuse, New York) ist eine ehemalige US-amerikanische Schwimmerin.

## Werdegang
Dana Vollmer wurde in Syracuse geboren und wuchs in Granbury, Texas auf.
Vollmer lebt in Gainesville/Florida. Sie trainierte an der University of Florida, wo sie auch Medizin studierte. Durch eine chronische Krankheit kann Vollmers Herz plötzlich stehenbleiben, wodurch sie gezwungen ist, ständig einen Defibrillator mit sich zu führen. Sie wurde im Alter von 12 Jahren als jüngste Schwimmerin aller Zeiten zu den US-amerikanischen Trials für die Olympischen Spiele 2000 eingeladen, konnte sich aber nicht qualifizieren. Ihre Spezialdisziplinen sind Freistil- und Schmetterlingsschwimmen.

### Die frühen Jahre bis 2007 mit dem Olympiasieg 2004
2003 nahm Vollmer erstmals an einer großen internationalen Meisterschaft teil. Sie siegte bei den Panamerikanischen Spielen in Santo Domingo über 200 Meter Freistil. Weitere Goldmedaillen erschwamm sie mit der 4-mal-200-Meter-Freistilstaffel und mit der 4-mal-100-Meter-Lagenstaffel.
Bei den Olympischen Spielen 2004 in Athen erreichte Vollmer das Finale über 200 Meter Freistil und belegte den sechsten Platz mit weniger als einer Sekunde Rückstand auf die Olympiasiegerin. Die 4-mal-200-Meter-Freistilstaffel mit Lindsay Benko, Rhi Jeffrey, Carly Piper und Rachel Komisarz schwamm die schnellste Vorlaufzeit. Im Finale waren Natalie Coughlin, Carly Piper, Dana Vollmer und Kaitlin Sandeno über sieben Sekunden schneller als die Vorlaufstaffel und verbesserten den 17 Jahre alten Weltrekord einer Staffel aus der DDR auf 7:53,42 Minuten. Sie siegten mit zweieinhalb Sekunden Vorsprung vor den Chinesinnen. Alle sieben beteiligten Schwimmerinnen aus den Vereinigten Staaten erhielten eine Goldmedaille.
Im Oktober 2004 fanden die Kurzbahnweltmeisterschaften in Indianapolis statt. In der 4-mal-100-Meter-Freistilstaffel erhielt Vollmer Gold für ihren Vorlaufeinsatz. Die 4-mal-200-Meter-Freistilstaffel mit Dana Vollmer, Rachel Komisarz, Lindsay Benko und Kaitlin Sandeno siegte mit dreieinhalb Sekunden Vorsprung vor den Australierinnen. Über 200 Meter Freistil erschwamm Vollmer die Bronzemedaille hinter der Schwedin Josefin Lillhage und Lindsay Benko.
2005 bei der Universiade in Izmir gewann Vollmer mit der 4-mal-100-Meter-Freistilstaffel und wurde Zweite über 50 Meter Schmetterling.
2006 bei den Pan Pacific Championships in Victoria siegte Vollmer mit der 4-mal-200-Meter-Freistilstaffel, ihre beste Einzelplatzierung war der fünfte Platz über 200 Meter Freistil.
2007 bei den Weltmeisterschaften in Melbourne schwamm die 4-mal-100-Meter-Freistilstaffel mit Dana Vollmer, Lacey Nymeyer, Amanda Weir und Kara-Lynn Joyce die schnellste Vorlaufzeit. Im Endlauf siegten die Australierinnen mit 0,2 Sekunden Vorsprung vor Natalie Coughlin, Lacey Nymeyer, Amanda Weir und Kara-Lynn Joyce. Über 200 Meter Freistil belegte Vollmer den sechsten Rang. Die 4-mal-200-Meter-Freistilstaffel mit Amanda Weir, Margaret Hoelzer, Kara-Lynn Joyce und Lacey Nymeyer qualifizierte sich mit der achtbesten Vorlaufzeit mit 0,11 Sekunden Vorsprung vor den Chinesinnen knapp für den Endlauf. Im Finale schwammen Katie Hoff, Lacey Nymeyer, Dana Vollmer und Natalie Coughlin fast 13 Sekunden schneller als die Vorlaufstaffel und gewannen mit fast vier Sekunden Vorsprung vor dem deutschen Quartett. In der 4-mal-100-Meter-Lagenstaffel schwammen im Vorlauf Leila Vaziri Jessica Hardy Dana Vollmer und Amanda Weir. Natalie Coughlin, Tara Kirk, Rachel Komisarz und Lacey Nymeyer sicherten im Finale den zweiten Platz hinter den Australierinnen.
Für die Olympiamannschaft 2008 konnte sich Vollmer nicht qualifizieren.

### 2009 bis 2012 mit drei olympischen Goldmedaillen
2009 bei den Weltmeisterschaften in Rom war Vollmer wieder in der Nationalmannschaft. Mit der 4-mal-100-Meter-Freistilstaffel belegte sie den vierten Platz mit über zwei Sekunden Rückstand auf die Medaillenränge. Über 100 Meter Schmetterling wurde sie Fünfte, wobei zwischen der Dritten und der Siebten nur eine Zehntelsekunde lag. Über 200 Meter Freistil siegte die Italienerin Federica Pellegrini vor Allison Schmitt und Dana Vollmer. Die 4-mal-200-Meter-Freistilstaffel mit Dana Vollmer, Lacey Nymeyer, Ariana Kukors und Allison Schmitt erschwamm die Silbermedaille mit einer halben Sekunde Rückstand auf die Chinesinnen. Zum Abschluss ihrer Wettkämpfe erreichte Vollmer auch das Finale über 100 Meter Freistil und wurde Fünfte.
2010 bei den Pan Pacific Championships in Irvine siegte Vollmer über 100 Meter Schmetterling sowie mit allen drei Staffeln. Über 100 Meter Freistil wurde sie zeitgleich mit der Australierin Emily Seebohm Zweite hinter Natalie Coughlin. Ende des Jahres fanden die Kurzbahnweltmeisterschaften in Dubai statt. Zum Auftakt belegte Vollmer mit der 4-mal-200-Meter-Freistilstaffel den vierten Platz. Über 100 Meter Freistil wurde sie Siebte. Mit der 4-mal-100-Meter-Lagenstaffel und mit der 4-mal-100 Meter-Freistilstaffel gewann Vollmer jeweils die Silbermedaille. Schließlich erkämpfte sie noch die Bronzemedaille über 100 Meter Schmetterling.
2011 bei den Weltmeisterschaften in Shanghai erkämpfte die 4-mal-100-Meter-Freistilstaffel mit Natalie Coughlin, Missy Franklin, Jessica Hardy und Dana Vollmer die Silbermedaille hinter den Niederländerinnen. Über 100 Meter Schmetterling war Vollmer sowohl im Vorlauf als auch im Halbfinale die schnellste Zeit geschwommen. Im Finale siegte sie mit 0,07 Sekunden Vorsprung vor der Australierin Alicia Coutts. Über 100 Meter Freistil und über 50 Meter Schmetterling belegte Vollmer jeweils den siebten Platz. Zum Abschluss siegte die 4-mal-100-Meter-Lagenstaffel mit Natalie Coughlin, Rebecca Soni, Dana Vollmer und Missy Franklin mit über drei Sekunden Vorsprung vor der chinesischen Mannschaft.
Bei den Olympischen Spielen 2012 in London gewann Vollmer den Wettbewerb über 100 Meter Schmetterling. Mit 55,98 Sekunden blieb sie als erste Frau über diese Strecke unter 56 Sekunden. Die 4-mal-200-Meter-Freistilstaffel mit Missy Franklin, Dana Vollmer, Shannon Vreeland und Allison Schmitt siegte mit anderthalb Sekunden Vorsprung vor den Australierinnen. Eine dritte Goldmedaille gewann Vollmer mit der 4-mal-100-Meter-Lagenstaffel mit Franklin, Soni, Vollmer und Schmitt, die im Ziel zwei Sekunden Vorsprung vor den Australierinnen hatten.

### Die späten Jahre bis zum Karriereende mit einer olympischen Goldmedaille 2016
2013 bei den Weltmeisterschaften in Barcelona wurde Vollmer Dritte über 100 Meter Schmetterling hinter der Schwedin Sarah Sjöström und Alicia Coutts. Über 50 Meter Schmetterling belegte Vollmer den achten Platz. Die Lagenstaffel mit Missy Franklin, Jessica Hardy, Dana Vollmer und Megan Romano gewann den Titel mit zwei Sekunden Vorsprung auf das australische Quartett.
Nach zwei Jahren weitgehender Wettkampfpause kehrte Vollmer für ihre dritte Olympiateilnahme 2016 in Rio de Janeiro zurück. Die 4-mal-100-Meter-Freistilstaffel mit Simone Manuel, Abbey Weitzeil, Dana Vollmer und Katie Ledecky belegte den zweiten Platz mit einer Sekunde Rückstand auf die Australierinnen. Über 100 Meter Schmetterling siegte Sarah Sjöström vor der Kanadierin Penny Oleksiak. 0,17 Sekunden dahinter belegte Vollmer den dritten Platz. Die 4-mal-100-Meter-Lagenstaffel mit Kathleen Baker, Lilly King, Dana Vollmer und Simone Manuel siegte mit fast zwei Sekunden Vorsprung vor den Australierinnen.
2019 beendete Vollmer ihre Karriere als Leistungssportlerin, ohne noch einmal an internationalen Meisterschaften teilgenommen zu haben.

## Ehrungen
2024 wurde Vollmer in die International Swimming Hall of Fame aufgenommen.